# Ironlock Bay
Ironlock Bay (1977–1989 błędnie Ironblock Bay) – zatoka (ang. bay) jeziora Great Pubnico Lake w kanadyjskiej prowincji Nowa Szkocja, w hrabstwie Yarmouth; nazwa urzędowo zatwierdzona 18 listopada 1974.